# Pterobryopsis patentissima
Pterobryopsis patentissima là một loài rêu trong họ Pterobryaceae. Loài này được (Hampe) M. Fleisch. mô tả khoa học đầu tiên năm 1905.